# 陳豔秋
陳豔秋（1955年—），台南市佳里區人，台灣女小說家。

## 生平
曾經擔任雜誌社編輯、兒童作文教師、電視電台節目主持人、民代祕書等。其「作品大都以時代、社會為背景，特別取材於白色恐怖時代的故事，留下過去威權統治時代台灣人辛酸心路歷程的記錄，其餘小說對於男女關係有犀利、深刻的剖析，曾寫過烏腳病及台灣懷念的人物專題報導，對於寫作不遺餘力」。其創作信念為：「寫小說是我唯一、最大、始終不改變的人生目標」。作品以短篇小說為主，散文、新詩作品較少。有《無緣廟》、《出鄉關》、《渡情關》、《雙面火鶴》、《青春傷痕》、《故鄉是一首悲歌》、《滿天星辰》、《寫在沙灘上的誓言》、《來生再相愛》等小說集。散文方面，有《懷念的人物》、《紅塵情事》、《佳里火鶴紅》、《七股舞黑琵》等文集。曾經榮獲省新聞處小說獎、文建會小說獎、文建會散文獎、第九屆南瀛文學獎。除了創作，陳豔秋與夫婿黃崇雄多年參與籌劃、舉辦「鹽分地帶文藝營」，不論是營務、演講、外出導覽，均投入甚多心力。其早年對營隊活動及講師演講內容的記錄文字，如今成為研究鹽分地帶文藝營及相關議題的重要參考史料。

## 相關詞條
- 烏腳病
- 台灣筆會
- 鹽分地帶
- 鹽分地帶文藝營

## 出處及註解
1. ↑  引用《南縣遊蹤》封面背後的「作者小傳」。
2. ↑  語出〈四十歲女人唯一的選擇──勇往直前〉，該文收錄在《寫在沙灘的誓言》的第2頁。
3. ↑  推廣台灣文學的重要營隊，1979年~2008年每年在南鯤鯓代天府舉行。
4. ↑  康詠琪/著，《鹽分地帶文藝營研究》，台南市：台南市政府文化，2013年初版。